# Tricia Cooke
Tricia A. Cooke (* 25. Juni 1965 im Los Angeles County, Kalifornien) ist eine US-amerikanische Filmeditorin, Filmproduzentin und Drehbuchautorin. Bekannt wurde sie insbesondere durch die Zusammenarbeit mit ihrem Ehemann Ethan Coen und dessen Bruder Joel Coen.

## Leben
Cooke wuchs in Südkalifornien in La Mirada auf. Sie studierte zunächst an der University of Southern California Theater und Design und zog dann Mitte der 1980er Jahre nach New York City, wo sie bis 1989 Filmwissenschaften an der New York University studierte.
Nach ersten Arbeiten bei kleineren New Yorker Filmproduktionen erhielt sie Ende 1989 die Gelegenheit, als Schnittassistentin bei Ethan und Joel Coens Gangsterfilm Miller’s Crossing zu arbeiten. Es folgten Arbeiten als Schnittassistenz an den Coen-Filmen Barton Fink, Hudsucker – Der große Sprung und Fargo. Seit 1997 war sie als hauptverantwortliche Filmeditorin tätig. Bei den nächsten Projekten der Coen-Brüder übernahm sie gemeinsam mit diesen den Schnitt, wobei die Brüder unter dem gemeinsamen Pseudonym Roderick Jaynes genannt wurden. Für O Brother, Where Art Thou? – Eine Mississippi-Odyssee waren sie 2001 für den Eddie-Award der American Cinema Editors nominiert.
Cooke, die sich als queer identifiziert, heiratete Ethan Coen 1993. Aus der Ehe, die Cooke als „nicht-traditionell“ bezeichnet und neben der beide jeweils einen weiteren Partner haben, gingen eine Tochter und ein Sohn hervor. Nach der Geburt der beiden Kinder konzentrierte sie sich zunehmend auf kleinere Projekte und begann mit dem Schreiben von Drehbüchern. Beim Kurzfilm Where the Girls Are übernahm sie 2003 erstmalig die Regie und fungierte auch als Produzentin des Films.
Gemeinsam mit ihrem Mann arbeitete sie 2022 am Dokumentarfilm Jerry Lee Lewis: Trouble in Mind. Das Paar schrieb auch das Drehbuch zum Roadmovie Drive-Away Dolls, für den Cooke außerdem am Schnitt und der Produktion beteiligt war.
Cooke und Coen leben in New York City.

## Filmografie (Auswahl)
Filmeditorin
- 1997: Where the Air Is Cool and Dark
- 1998: The Big Lebowski
- 1998: Betty
- 1999: The Naked Man
- 1999: The 4th Floor – Haus der Angst (The 4th Floor)
- 1999: Weeping Shriner (Kurzfilm)
- 2000: O Brother, Where Art Thou? – Eine Mississippi-Odyssee (O Brother, Where Art Thou?)
- 2001: The Man Who Wasn’t There
- 2003: Where the Girls Are (Kurzfilm)
- 2003: Parisienne People by Joel & Ethan Coen (Kurzfilm)
- 2004: A Uniform Used to Mean Something… (Kurzfilm)
- 2005: The Notorious Bettie Page
- 2006: Dein Ex – Mein Albtraum (The Ex)
- 2008: The Thorny Rose (Kurzfilm)
- 2008: Eve (Kurzfilm)
- 2008: New York, I Love You (Episode Central Park)
- 2008: Don’t Mess with Texas (Kurzfilm)
- 2009: Solitary Man
- 2018: Wanderland
- 2022: Jerry Lee Lewis: Trouble in Mind (Dokumentarfilm)
- 2024: Drive-Away Dolls
- 2025: Honey Don’t!

Filmproduzentin
- 2003: Where the Girls Are (Kurzfilm)
- 2008: The Thorny Rose (Kurzfilm)
- 2008: Don’t Mess with Texas (Kurzfilm)
- 2024: Drive-Away Dolls
- 2025: Honey Don’t!

Filmregisseurin
- 2003: Where the Girls Are (Kurzfilm)
- 2008: Don’t Mess with Texas (Kurzfilm)

Drehbuchautorin
- 2008: Don’t Mess with Texas (Kurzfilm)
- 2024: Drive-Away Dolls
- 2025: Honey Don’t!